# Arthur Dallidet
Arthur Dallidet, né le 12 octobre 1906 à Nantes et fusillé par les Allemands le 30 mai 1942 au fort du Mont-Valérien, est un militant communiste et résistant français. Il a été responsable de l'organisation du Parti communiste clandestin pendant une partie de l'Occupation.

## Biographie

### 1906-1932, avant l'adhésion au PCF
Le père d'Arthur Dallidet, qui était ajusteur, et sa mère, qui travaillait dans les usines de conserves Cassegrain à Saint-Sébastien-sur-Loire, étaient tous deux des sympathisants communistes. Arthur quitte l'école primaire à treize ans après l'obtention de son certificat d'études et commence sa carrière de métallurgiste comme apprenti chaudronnier aux Chantiers de la Loire, à Nantes. En 1923, il se syndique à la CGTU.
En 1926, Arthur Dallidet est blessé aux jambes et à la face dans un accident de vélo, au cours d'une course cycliste. Il quitte Nantes, gagne Paris en 1928 et se fait embaucher successivement chez Renault, Citroën, Gallois, Farman. Il est régulièrement renvoyé par ses différents employeurs.
Il se marie une première fois en 1929 avec une amie d'enfance qui meurt quinze jours après la naissance d'un fils, Guy, qui est mis en nourrice à Nantes. En 1933, il épouse en secondes noces Enta Klugaite, rencontrée dans un cercle marxiste — « mariage blanc » pour éviter à cette militante communiste lituanienne tout risque d’expulsion. Travaillant et militant ensemble à la régie Renault après le retour d'Arthur de Moscou en 1936, ils forment finalement un vrai couple et vivent ensemble avec la fille de Jeanne, Clara Hajdu, née d’une précédente union.

### 1933-1939, militant, puis permanent du PCF
Arthur Dallidet continue à travailler dur pour payer la pension de son fils et s'engage dans l'activité militante après une adhésion au Parti communiste en 1932. Il suit des cours du soir dans un cercle marxiste animé par le dentiste Astouin à la Goutte d'Or, dans le 18e arrondissement. Il crée une cellule à l'entreprise Sulzer où il travaille, s'occupe des comités de chômeurs du 18e. En 1934, il rentre à nouveau chez Renault Billancourt sous le faux nom de Nemrod et organise le Parti dans l'entreprise d'où il est à nouveau licencié.
Remarqué par la direction du Parti communiste, Arthur Dallidet est désigné pour suivre les cours de l'École léniniste de Moscou en 1935. À son retour à Paris, à la fin de 1936, il reste permanent du parti, adjoint de Maurice Tréand à la section aux cadres. Maurice Thorez et Jacques Duclos le chargent personnellement de rechercher des cadres susceptibles d'assurer la continuité du Parti en cas de situation politique difficile. Il se fait aider de Georges Beaufils pour constituer un fichier parallèle à celui des biographies officielles du parti. Mounette Dutilleul racontait qu'en plus des combattants des Brigades internationales, il faisait plus spécialement confiance aux Bretons et aux métallos.
À la section aux cadres, il a rencontré Mounette Dutilleul, fille d'Émile Dutilleul à laquelle il se lie. Avec elle, les samedis et les dimanches, il parcourt à vélo la grande banlieue parisienne pour trouver et acquérir pour le compte du parti un certain nombre de fermes et de maisons rurales qui sont intégrées dans le dispositif clandestin. Ce réseau de planques abrita les dirigeants du parti et toute l'infrastructure de l'appareil pendant toute la période de l'occupation.

### 1939-1942, la clandestinité
À la déclaration de guerre, il n'est pas mobilisé du fait des séquelles de son accident de vélo, et il reste à la disposition du Parti communiste. Après l'annonce du Pacte germano-soviétique, en août 1939, Arthur Dallidet est envoyé à Moscou pour recevoir des explications. Il est accompagné de son adjoint, Georges Beaufils. De retour à Paris, il fait partie de l'entourage de Benoît Frachon, qui assure à Paris la direction du Parti devenu clandestin à la suite de son interdiction le 26 septembre 1939. Il fait alors fonction de secrétaire à l'organisation.
En septembre 1939, Jacques Duclos qui, au même moment a reçu de nouvelles instructions de l'Internationale communiste (IC) sur le changement de la ligne politique, qui d’antifasciste devient anti-impérialiste, demande à Arthur Dallidet de prendre le chemin de Moscou pour en rapporter des directives. Dallidet, qui passe d’abord par Bruxelles, donne lecture d’un message de Duclos à Eugen Fried, le représentant permanent de l’IC à Paris. Celui-ci, mécontent de l’interprétation de la ligne donnée par Duclos, le critique sévèrement. Le 12 septembre, il charge Dallidet de remettre le message suivant à la direction de l'IC : « Tu diras aux camarades que j’ai fait le nécessaire pour redresser la situation. Il n’y a pas trop de mal car on n’a pas popularisé cela ; mais il faut de suite faire le tournant nécessaire ».
De retour de Moscou, Dallidet est chargé d’organiser la désertion de Maurice Thorez. Il confie à Mounette Dutilleul qui est, depuis la mobilisation de Maurice Tréand, son agent de liaison, la mission de convoyer Maurice Thorez à Bruxelles. Avec l’invasion éclair de la Wehrmacht, Dallidet, accompagné de Raoul Jeanjean, Georgette Cadras, Jeannette Têtard et Claudine Chomat, suit la route de l’exode, le 12 juin 1940. Il retrouve bientôt Benoît Frachon en Haute-Vienne. Le groupe proche de Frachon se scinde en trois équipes : une équipe de cyclistes est emmenée par Arthur Dallidet. Frachon et Mounette Dutilleul font partie des deux autres équipes. Arthur Dallidet retrouve Frachon et Mounette Dutilleul à Fursannes, près de Limoges, et a l'occasion de participer à une réunion avec d'autres responsables, Cadras et Victor Michaut, au sujet de la démarche que des camarades de Paris ont faite auprès des autorités allemandes pour la reparution de L'Humanité. D'après Mounette Dutilleul, Arthur Dallidet s'est vivement élevé contre cette démarche, qui d'ailleurs a été désavouée par la direction clandestine du Parti.
À partir de septembre 1940, retourné à Paris, Dallidet est l'artisan de la réorganisation du Parti. Le fichier de militants sûrs qu'il a établi pendant les années précédentes lui est d'une grande utilité pour réorganiser un parti touché par les arrestations, la mobilisation, le départ des militants hostiles au Pacte et les arrestations de septembre et octobre 1940. Au mois de novembre, Tréand est déjà presque totalement évincé à la suite de l'erreur politique qu'ont constituée les démarches pour la reparution de l'Humanité. C'est donc Arthur Dallidet qui couvre le terrain, alors que Duclos et Frachon ont pour consigne de sortir le moins possible de leurs planques. Arthur s'occupe de tout, trouver les planques, prévoir les déménagements, organiser les rendez-vous. Il jette les bases du futur, mais gère d'abord le quotidien. Il s'agit d'assurer la subsistance d'un certain nombre de révolutionnaires professionnels qu'on appelle permanents en temps de paix et clandestins en temps de guerre.
Certains témoignages s'accordent à dire qu'Arthur Dallidet fait l'unanimité autour de lui. Il sert le Parti, sert les dirigeants qu'il côtoie quotidiennement, sans jamais en retirer le moindre bénéfice au niveau de ses ambitions. Véritable plaque tournante au sein de la direction, il est d'un niveau assez élevé pour pouvoir discuter avec chacun et notamment les trois membres du secrétariat clandestin, Jacques Duclos, Benoît Frachon et Charles Tillon.
En mai 1941, les « Brigades spéciales » de la police du régime de Vichy ont procédé à des arrestations dans les milieux proches de la direction du Parti : Jean Catelas, puis Gabriel Péri et Mounette Dutilleul sont arrêtés. Jean Catelas est avec Arthur Dallidet et Félix Cadras l'un des principaux responsables de l'organisation, juste au-dessous de Duclos et Frachon. Au début de l'année 1942, la filature d'un certain Pican, responsable de la région rouennaise, permet au commissaire David d'opérer à nouveau un coup de filet dévastateur qui aboutit à l'arrestation d'Arthur Dallidet, le 27 février, à l'angle du boulevard Diderot et de la rue de Reuilly. Il avait rencontré dans un café Marguerite Lamy, l'agent de liaison de Jean Jérôme. Marguerite avait un fils et une fille, et elle était enceinte. Arthur lui avait passé discrètement une enveloppe de documents, un paquet de cinq cent mille florins et un peu d'or. Une fois dans la rue, Marguerite Lamy voit bondir sur elle deux ouvriers du comptoir, alors qu'un car de police arrive en trombe. Elle se débat, et parvient à balancer le paquet de florins dans la bouche d'égout alors que les policiers s'étaient déjà emparés de son sac. Arthur, aux prises avec les deux faux ouvriers, essaye d'ameuter la foule : « Je suis un ouvrier ! Je suis un communiste ! Ils vont me livrer aux Allemands ! »
Raymond, le jeune frère d'Arthur plus connu sous le nom de Raph, qui participait également à l'organisation du dispositif clandestin, fut lui aussi arrêté le 6 mars et confronté à son frère, mais il parvint à s'échapper et reprit par la suite une partie des attributions d'Arthur, celle de la gestion du dispositif clandestin.
Arthur Dallidet est livré aux Allemands le 19 mars. Les tortionnaires de la Gestapo tentèrent de faire plier celui qui avait su résister à leurs collègues français. À la Santé, entre deux interrogatoires, il est jeté dans sa cellule, les mains derrière le dos nuit et jour. Marguerite Lamy le voit une dernière fois, place Beauvau, pour une inutile confrontation. Ramené à la prison de la Santé, il arrive à communiquer avec Marie-Claude Vaillant-Couturier. 
Le 28 mai 1942 au matin, c'est un homme presque sourd et aveugle mais qui tient encore debout que les soldats allemands emmènent vers le Mont-Valérien pour le fusiller comme otage. Il est inhumé au cimetière de Colombes, en présence de Maurice Thorez, Jacques Duclos, André Marty, Benoît Frachon, Marcel Cachin et Laurent Casanova.
La mention « Mort pour la France » lui est attribuée par le secrétariat général aux Anciens Combattants en date du 14 juin 1945.